# 卜烏散
卜烏散（排灣語：Puvusam），是台灣排灣族高士佛部落（Linivuan，位於今屏東縣牡丹鄉，南排灣群）神話中的神祇之一，為管理小米的神祇，後來被人類用計偷走了粟種。

## 簡述
卜烏散居住在天上界（Tjagaraus，北大武山），負責幫天上屆的眾神種植小米，祂和芋頭神卜加拉樣（Putjaljayan）同為重要的糧食之神。

## 竊粟神話
據說在太古時期，排灣族祖先的食物相當缺乏，有時候甚至只能吃草維生，因此他們很想從天神那裡取得芋頭和小米來種。第一次由一個女子前往天上界要求，卜加拉樣雖然答應給予芋頭，但卜烏散拒絕。到了後來某一年小米要採收的時候，卜烏散命令高士佛部落的Pukanen（副主祭）幫忙，Pukanen再次向祂要求被拒，因此偷偷把一粒小米藏在指甲裡以通過卜烏散的檢查，成功將小米帶到人間、大量繁殖，成為排灣族最重要的農作物，但他從天上界偷走小米的行為也引發了眾神的憤怒，憤而斷絕跟人間的往來，人類再也無法來往於兩界之間跟天神溝通，只能藉由祭儀向天神傳達消息，他們也因此相當珍惜芋頭和小米。